# Scopula pharaonis
Scopula pharaonis är en fjärilsart som beskrevs av Sterneck 1933. Scopula pharaonis ingår i släktet Scopula och familjen mätare. Inga underarter finns listade.